# Апанаж

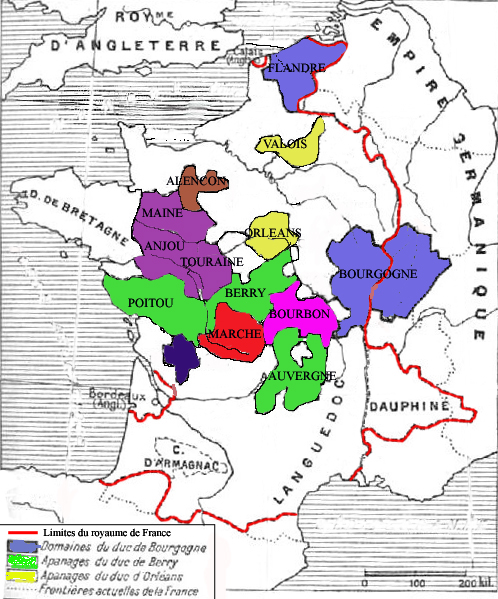
Апанажі французької корони при Карлі VI

Апана́ж (фр. apanage від лат. appano — «забезпечую хлібом») — в середньовічній Європі частина спадкових земельних володінь чи грошове утримання, що передавалося некоронованим членам королівської родини. В тих країнах, де престол за салічною системою успадковували лише особи чоловічої статі, апанаж принцесам не виділявся, хоча вони отримували нерухоме майно. В країнах, де монарху визначали точний розмір утримання (так званий liste civile) апанаж співвідносився з цим утриманням, а вотувався в палаті народних представників.
При призначенні апанажу застосовували дві системи. Згідно з першою, кожному принцові виділяли нерухоме майно, яке після смерті власника поверталось державі. Згідно з другою, призначений апанаж після смерті власника ділили між його нащадками і лише в тому випадку, коли нащадків не було, повертали державі. У Франції апанаж проіснував до 1832 року.